# در باب مخروط‌وارها و گوی‌وارها

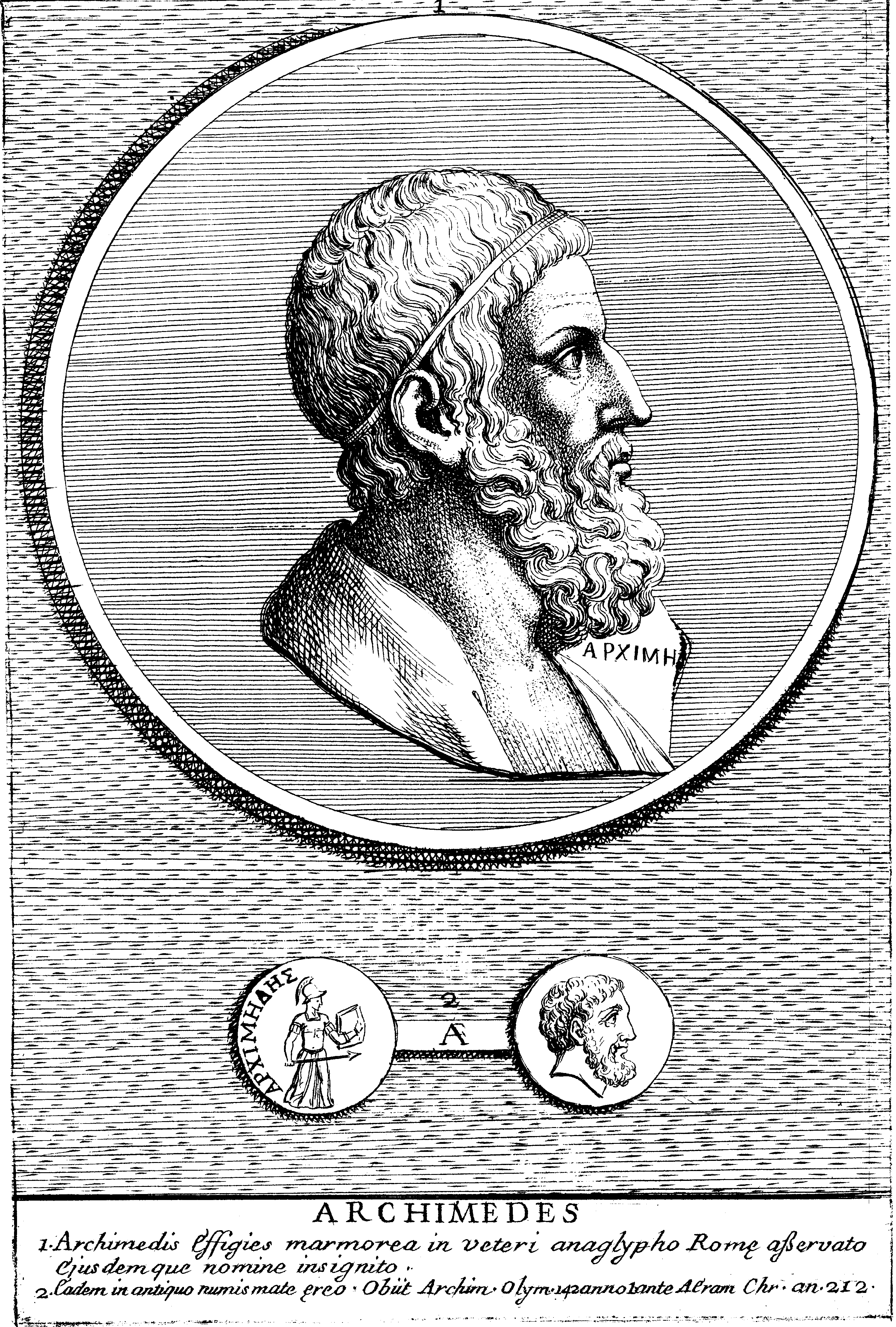
مجسمه نیم تنه ارشمیدس

در باب مخروط‌وارها و گوی‌وارها (یونانی باستان: Περὶ κωνοειδέων καὶ σφαιροειδέων) اثری از ریاضی‌دان و مهندس یونانی ارشمیدس (۲۸۷ ق.م. – ۲۱۲ ق.م) است. این اثر که از ۳۲ گزاره تشکیل شده به ویژگی‌ها و قضایای احجامی می‌پردازد که با چرخیدن مقاطع مخروطی به دور یکی از محورهایشان تشکیل می‌شوند (از جمله گوی‌وار، سهمی‌گون و هذلولی‌گون) نتیجه اصلی کار مقایسهٔ حجم بخشی که با صفحه جدا شده‌است به حجم مخروطی با قاعده و ارتفاع یکسان است.
این اثر خطاب به شخصی به نام دوزیتئوس نوشته شده‌است.